# أبولو 16
أبولو 16 هي الرحلة قبل الأخيرة التي قامت بها ناسا في إطار برنامج أبولو لإرسال رواد فضاء أمريكيين[ ؟ ] للهبوط على القمر. وقد أصبحت البعثة الخامسة التي تتم بنجاح. عدد رواد الفضاء الذين قاموا بالرحلة - مثل الرحلات التي سبقتها - يتكون من 3 رواد يهبط منهم اثنان على سطح القمر بـ مركبة الهبوط على القمر بينما يبقى ثالثهم في المركبة الرئيسية Command Capsel/Service Module التي تدور في مدار حول القمر على ارتفاع 110 كيلومتر إلى حين أن ينهي الرائدين المهمة الموكلة لهما لانجازها على سطح القمر. عندئذ يصعد الرائدان بالمركبة القمرية وهي مزودة بصاروخ للقاء زميلهم والاشتباك والالتحام مع مركبة الفضاء الرئيسية ويعود الرواد الثلاث إلى الأرض.
بدأت رحلة أبولو 16 يوم 16 أبريل 1972 وانتهت بنجاح يوم 27 أبريل 1972. اصطحب رواد الفضاء عربة قمرية (بالإنجليزية: Lunar Rover) معهم لمساعدتهم على التجول على القمر، وعادوا ب 94.7 كيلوجرام من صخور وتربة القمر. اتسمت رحلتهم بثلاثة جولات على سطح القمر لجمع العينات القمرية ونصب أجهزة علمية استغرقت: 2 و7 ساعة و4 و7 ساعة و7 و5 ساعة على الترتيب. كما قام كين ماتينجلي بسباحة في الفضاء لمدة 4 و1 ساعة أثناء رحلة العودة إلى الأرض على بعد نحو 200.000 كيلومتر من الأرض.

## طاقم أبولو 16
بعد فترة قصيرة من انتهاء رحلة أبولو 14، أعلنت ناسا يوم 3 مارس 1971 أسماء رواد الفضاء المختارين للقيام برحلة أبولو 16. واختير رائد الفضاء المخضرم جون يونغ لقيادة الطاقم، وكان حتى ذلك الوقت قد قام برحلتين إلى الفضاء في إطار برنامج جيميني، وأحد أفراد طاقم رحلة أبولو 10 إلى القمر. واختير كين ماتينجلي قبطانا لمركبة الفضاء الرئيسية، وكان ماتينجلى قد عُين ضمن طاقم أبولو 13 إلا أنه لم يشترك فيها بسبب مرضه. وعينت ناسا شارلز ديوك كقبطان للمركبة القمرية.
وحدث ان قلص الكونغرس الأمريكي ميزانية برنامج أبولو للمرة الثانية. وبعدما كان مقررا إرسال بعثات إلى القمر حتى البعثة 20 أصبحت رحلة أبولو 17 هي الرحلة الأخيرة. لهذا فلم تختار ناسا رواد فضاء شبان للطاقم الاحتياطي، وإنما عينت لذلك رواد فضاء من القدامي ذوي الخبرة.

### الطاقم الاحتياطي
- فريد هايس = القـــائد
- ستوارت روزا = قبطان المركبة الرئيسية (Command / Service Module)
- إدجار ميتشيل = قبطان المركبة القمرية (Lunar Module)

### فريق الدعم
- فيليب شابمان
- أنتوني إنجلاند
- هنري هارزفيلد
- روبرت أوفرماير

## التجهيز للرحلة
وصلت المراحل المختلفة للصاروخ ساتورن 5 برقم AS-511 إلى مركز كينيدي للفضاء بفلوريدا خلال الأشهر يوليو حتى سبتمبر. وسميت مركبة أبولو للفضاء ورقم تصنيعها CSM-113 كاسبر  Casper، وهو اسم مسلسل تلفزيوني فكاهي كان يُعرض عام 1970 في الولايات المتحدة. كما أطلق اسم أوريون Orion على المركبة القمرية Lunar module وكان رقم تصنيعها LM-11.
وفي يوم 13 ديسمبر 1971 تم نقل ساتورن 5 على الزاحفة الفولاذية العملاقة كراولر Crawler من مبنى تجهيز الصاروخ ساتورن 5 إلى منصة الإقلاع رقم 39-A. وحدث ان اكتشف تنفيس في الصاروخ فأعيد ساتورن 5 إلى مبنى تجهيز الصاروخ بين 27 يناير و9 فبراير 1972 لإتمام التصليح.
وقام الطاقم الاحتياطي هيز وروزا  وميتشيل في هيوستن بمهمة الاتصال Capcom بالمركبة الرئيسية كاسبر أثناء الرحلة بالإضافة إلى فريق الدعم هارزفيلد وإنجلاند وبترسون وإيروين - وهو رائد فضاء من طاقم أبولو 15، وكذلك روبرت أوفرماير وجوردن فولرتون، وهذان الآخران رواد فضاء من قبل القوات الجوية الأمريكية.

## الرحــلة

### الإقلاع ورحلة الذهاب
أقلعت رحلة أبولو 16 يوم 16 أبريل 1972 في تمام الساعة 17:54 حسب التوقيت العالمي المنسق UT
من مركز كينيدي للفضاء بفلوريدا. وبعد ثلاثة أيام من بدء الرحلة حدث عطل في نظام التوجيه، واضطر رواد الفضاء استخدام جهازا يدويا (سيكستانت) لتعيين مكانهم ومسارهم في الفضاء في طريقهم إلى القمر. ثم حدث عطل آخر في إشعال صاروخ المركبة الرئيسية Command/Service Module المسماة كاسبر ، وذلك بعد انفصال المركبة القمرية أوريون  في مدار حول القمر. ولما علمت هيوستن بهذا العطل قام المهندسون في هيوستن بسلسلة اختبارات على نظام المحاكاة Simulator لمركبة الفضاء، واتضح لهم أن نظام عمل الصاروخ يحتوي على نظام إضافي redundante Systems لضمان الإشعال، بحيث لو تعطل أحدهما قام الآخر بالإشعال. فابلغوا على الفور رواد الفضاء باستطاعتهم تشغيل الأشعال باستخدام مفاتيح النظام الثاني وبذلك أمكن استمرار الرحلة على حسب الخطة الموضوعة.

### فوق سطح القمر

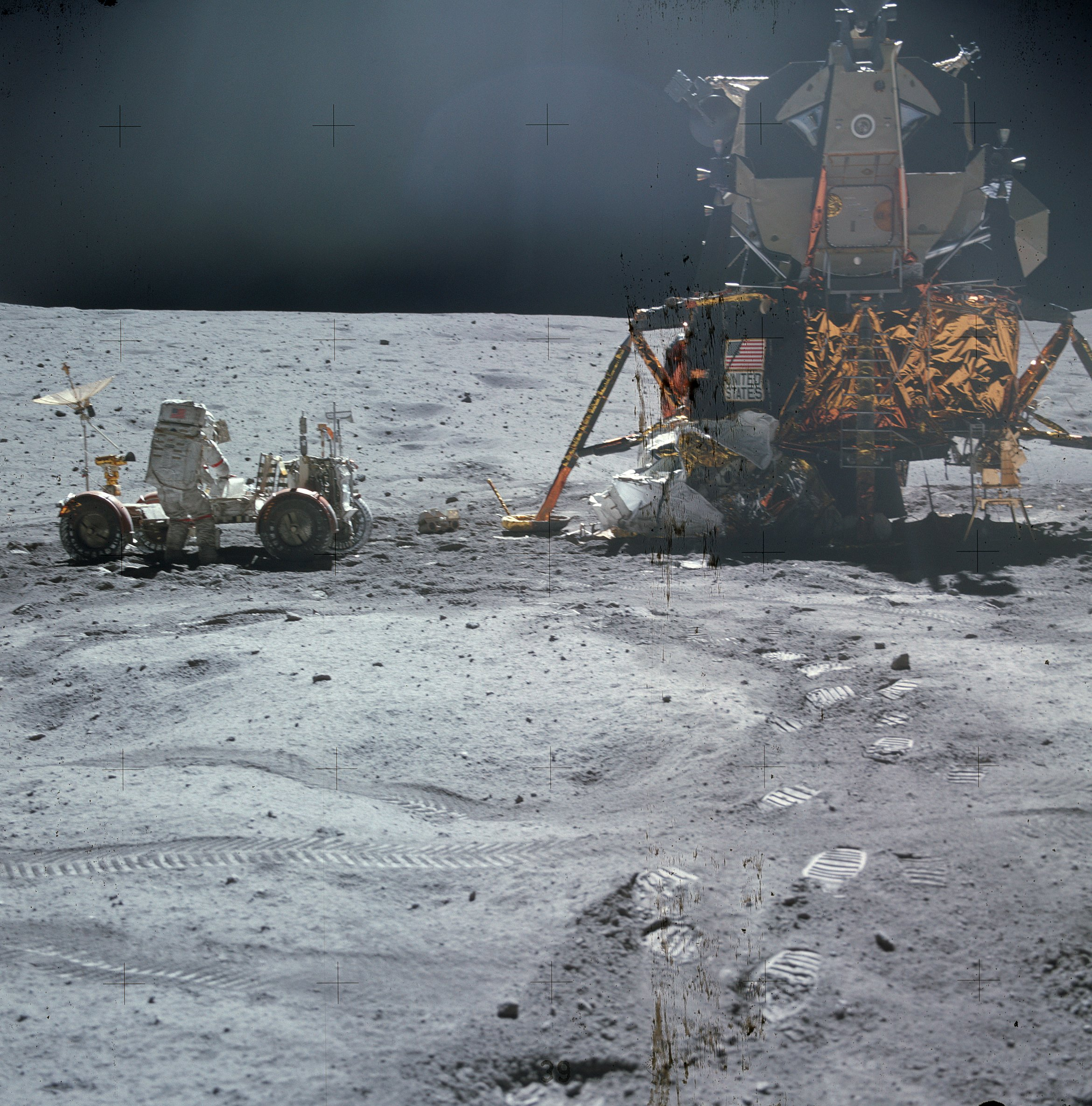
Il المركبة القمرية أوريون وبجانبها العربة القمرية lunar rover

كان هدف البعثة هي أعالي منطقة تسمى كايلاي  بالقرب من أحد الفوهات الكبيرة تسمى فوهة ديكارت، ونظرا لما واجه رواد الفضاء من أعطال في مدار القمر، فقد تأخر نزولهم إلى تلك المنطقة الجبلية المختارة مدة 5 ساعات[ ؟ ] و45 دقيقة. ولم يستطع لأول مرة التلفزيون على الأرض إذاعة إرسال مباشر من على سطح القمر بسبب تعطل جهاز الإرسال في المركبة القمرية. ولكن بعد قيام رائدي الفضاء جون يونغ وشالز ديوك بتركيب الكاميرا التلفزيونية الخاصة بالعربة القمرية Lunar Rover استطاع المشاهد على الأرض متابعة الإرسال التلفزيوني من القمر وما يقوم به الرواد من عمل. وقد احتوى البرنامج العلمي لرواد الفضاء تركيب أجهزة للقياس على سطح القمر يمدها مصدر كهربائي يعمل بالطاقة النووية صغير. وتسمى مجموعة الأجهزة هذه «أجهزة اختبارات أبولو لسطح القمر» واختصارها تجارب (ALSEP).
- مقياس للهزات الزلزالية
- مقياسي المغناطيسية، أحدهما ثابت والآخر يدوي محمول
- مقياس الفيض الحراري
- مقياس الأشعة الكونية، * مقياس الريح الشمسي، * مقياس جاذبية[ ؟ ] القمر.

كما نُصبت لأول مرة كاميرا لقياس الأشعة فوق البنفسجية الناشئة عن النجوم، وقد اُحضر الفيلم إلى الأرض لتحليل ما سجله من قياسات.
قام رائدي الفضاء جون يونغ وشالز ديوك بثلاثة جولات على سطح القمر استخدموا فيها العربة القمرية. وبالمقارنة بالصعوبة التي واجهتها بعثة أبولو 14 في استعمال العربة القمرية، فقد كان استخدام العربة القمرية المخصصة لابولو 16 سهلا، وسجلوا بها رقما قياسيا للسرعة على سطح القمر.
- وكانت الجولة الأولى «لأعمال خارج المركبة القمرية» تتخللها تركيب تجارب علمية على مقربة من المركبة القمرية. كما قام الرائدان بقيادة العربة القمرية وذهبا إلى فوهتي فلاج وراي، واستغرقت تلك الجولة 7 ساعات و11 دقيقة قطع فيها الرواد مسافة 2 و4 كيلومتر.
- وفي الجولة الثانية قاد الرائدان العربة إلى الفوهات سينكو وستوبي ووريك. وخلال تلك الجولة قام رائدي الفضاء بأخذ عينة من الباطن الصخري للقمر باستخدام خرامة أسطوانية مجوفة، ودفعا الخرامة بقوتهما البدنية إلى عمق 3 متر للحصول على العينة المطلوبة. لم تكن العملية سهلة، خصوصا وأن زي الفضاء الكثيف الذي يلبسوه والقفازات الضخمة لا تساعد على حركة متمكنة مرنة. واستغرقت تلك الجولة خارج المركبة القمرية 7 ساعات و23 دقيقة.
- واستغرقت الجولة الثالثة 5 ساعات و40 دقيقة وكانت بغرض الذهاب إلى الفوهة الشمالية راي. وقطع الرائدان مسافة 4 و11 كيلومتر بالعربة خلال تلك الجولة.

## النتائج العلمية من البعثة
أمضى جون يونغ وشالز ديوك ثلاثة أيام في إجراء اكتشافات لأعالى منطقة ديكارت، خلال هذا الوقت كان زميلهما كين ماتينجلي يدور فوقهم في مدار حول القمر يبلغ ارتفاعه نحو 110 كيلومتر. وكانت هذه هي البعثة الوحيدة من بين 6 بعثات التي أجراها برنامج أبولو في المناطقة الجبلية على سطح القمر. واكتشف الرائدان يونج وديوك خطأ الاعتقاد الذي كان سائدا في أوساط الجيولوجيين بأن تلك الجبال قد تكونت بفعل البراكين، وإنما الظواهر تدل على أن تلك الجبال نشأت بفعل سقوط الشهب والنيازك على القمر. فقد كانت الصخور التي جمعوها من نوع البريكيا (breccias). وكان من ضمن الصخور التي جمعوها صخرة تزن نحو 11 كيلوجرام (على الأرض) وهي أكبر صخرة عادت بها بعثات أبولو. وأثرت نتائج أبولو 16 على تفكير الجيولوجيين الذين يختصون بدراسة جيولوجيا الكواكب، وحثتهم على إعادة النظر بالنسبة لتفسيرهم تواجد الأعالى على سطح القمر، وأن تشكيل تضاريس القمر يرجع بصفة أساسية إلى سقوط النيازك الكبيرة والصغيرة عليه.
كذلك كان استخدام العربة القمرية للحركة على سطح القمر نجاحا كبيرا، فقد تمكن جون يونغ وشالز ديوك قطع مسافات كبيرة تصل إلى 3 أميال من المركبة القمرية، وبلغت سرعتهم بالعربة على سطح القمر 11 ميل/ساعات[ ؟ ] وهو رقم قياسي بالنسبة إلى سرعة أي عربة قمرية سارت على القمر، وسـُجل هذا الرقم في كتاب الأرقام القياسية العالمي Guinness Book.
بالإضافة إلى ذلك فقد قام الرائدان جون يونغ وشالز ديوك بإنشاء وتركيب عدة أجهزة للتجارب العلمية التي ترسل بنتائجها مباشرة إلى الأرض للتعرف على طبيعة القمر وما يسقط عليه من أشعة الشمس، حيث أن الغلاف الجوي للأرض يغير من تلك الأشعة، كما أن وجود مغناطيسية الأرض تحجب عنا كثيرا من الجسيمات الأولية الصادرة عن الشمس، ويشكل سطح القمر مختبرا مثاليا لدراسة تلك الجسيمات.

## العودة

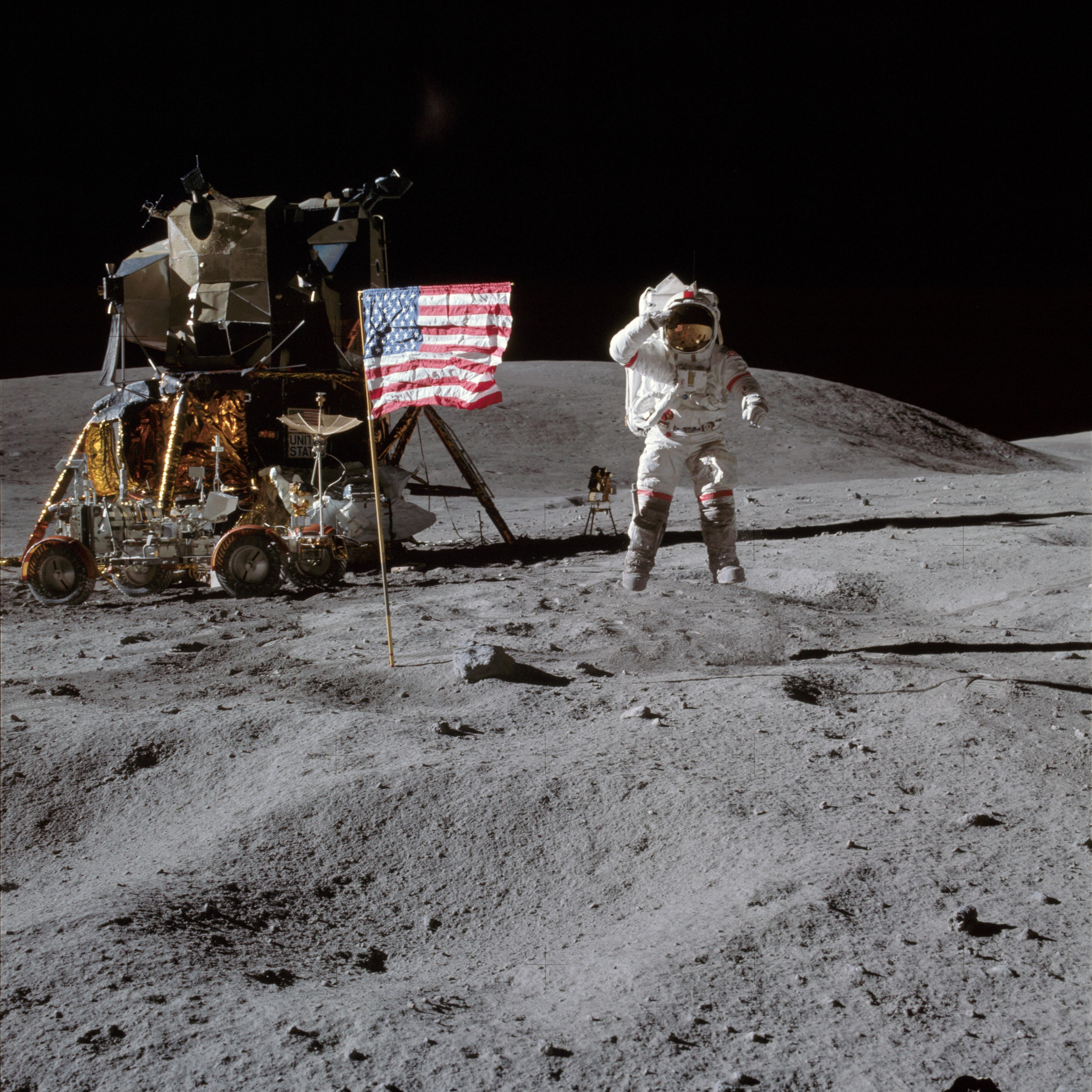
جون دبليو يونغ على سطح القمر خلال مهمة أبولو ١٦، قفز بارتفاع حوالي ٤٢ سنتيمترًا. التقط هذه الصورة تشارلز إم. ديوك الابن. تظهر وحدة أوريون القمرية على اليسار. ٢١ أبريل ١٩٧٢.

بعدما انتقل يونغ وديوك من المركبة القمرة إلى المركبة الرئيسية كان على الرواد أن يقوموا بفك المركبة القمرية والتحكم فيها بحيث تسقط سقوطا محسوبا على سطح القمر. ولكن بعد قيامهم بفك المركبة القمرية وجدوها تتأرجح بشدة، ولذلك لم يقوموا بإشعال صاروخ المركبة القمرية أوريون  مما جعلها تستمر في الدوران وحدها في مدار حول القمر لمدة عام.
وقبل مغادرتهم مدار القمر قاموا بإطلاق قمر صناعي كان مخزونا في وحدة الخدمة Service Module. وهو من نوع القمر الصناعي الذي تركته رحلة أبولو 15 في مدار حول القمر. ومهمة هذا القمر الصناعي هو قياس المجال المغناطيسي للقمر بالإضافة إلى قياس الرياح الشمسية بالقرب من القمر ومدى تأثيرها على المجال المغناطيسي للقمر، إلى أن ينتهى بالسقوط على القمر ويتحطم.
وسارت رحلة العودة إلى الأرض بدون صعوبة. في مدار القمر من الناحية الخلفية وقبل ظهورهم ب 8 دقائق بجانب القمر أشعل ماتينجلي الصاروخ الرئيسي لوحدة الخدمات Service Module لكي يكتسبوا سرعة تمكنهم من مغادرة القمر ويصبحوا في طريقهم إلى الأرض. وبعد نحو 3 ساعات كان على قبطان المركبة الرئيسية كين ماتينجلي الخروج وإجراء سباحة في الفضاء ممسكا بوحدة الخدمة لاسترجاع حافظتي أفلام منها سـُجلت عليها بعض النتائج العلمية. ولبس ماتينجلى زي الفضاء المحكم وخرج من كبسولة الفضاء Command Capsel لأداء هذه المهمة. وكانت مشاعره غامرة عندما نظر يمينا فرأى القمر على بعد 50.000 ميل، ثم ينظر يسارا فيرى الأرض على بعد 180.000 ميل تظهر له كهلال كبير في سماء سوداء، وهو سابحا في فضاء لا نهائي وقال بعد ذلك:«كنت أمسك مقابض وحدة الخدمة بتلك الشده، حتى ظننت أن بصمات أصابعي (من داخل القفاز السميك) قد انبصمت عليها!» وأثناء هذه الجولة وصلت صورته التلفزيونية إلى القاعدة في هيوستن وحيّا خلالها ماتينجلي أفراد أسرته وهو على بعد 180.000 ميل من الأرض. واستغرقت تلك العملية من ماتينجلي ساعات[ ؟ ] و24 دقيقة خارج كبسولة الفضاء.
وقبل وصول رواد الفضاء إلى الأرض بنحو ساعات[ ؟ ] من الوقت قام ماتينجلي بالضغط على أحد الأزرار لكي يفصل وحدة الخدمة، فقد أدت وجباتها على أحسن وجه ولم تكن هناك حاجة لها (وهي تزن نحو 20 طن) بعد ذلك. وبذلك تنفصل وتسقط وتتحطم على هيئة نيازك وشهب تحت تأثير احتكاكها الشديد بالغلاف الجوي للأرض وتسقط في المحيط الهادي.
وأثناء دخول رواد الفضاء جو الأرض تعرضوا إلى عجلة كبح مقدارها 7,19 (g) [أي نحو 7 أضعاف عجلة الجاذبية الأرضية تجعل وزن الرائد أضعاف أضعاف وزنه الطبيعي، لأن كبسولة القيادة Command Capsel تسقط على الأرض بسرعة 25.000 ميل في الساعة. وكان ذلك الكبح هو أقصى عملية كبح تعرض لها رواد الفضاء خلال برنامج أبولو كله. وتتم عملية الهبوط على الأرض بوساطة حاسوب كبسولة الفضاء أليا حيث تتبع المركبة برنامجا محسوبا يتكون من عدة دورات متتابعة من هبوط سريع واحتكاك شديد بالهواء ترتفع خلاله درجة حرارة الكبسولة إلى نحو 5000 درجة مئوية ثم تترك المركبة الهبوط وتعاود الصعود من أجل خفض درجة الحرارة وخفض السرعة. ثم دورة هبوط تالية، ثم صعود، ثم هبوط حتي وصلوا إلى ارتفاع 30 كيلومتر فوق سطح البحر، وأصبحت سرعتهم نحو 800 ميل /ساعة (أي نحو سرعة الصوت، وتسمى هذه السرعة 1 ماخ). وعلى ارتفاع 10 كيلومتر انفتحت ثلاثة مظلات لتخفيض سرعتهم مرة أخيرة وتقلل من شدة اصتدامهم بمياه المحيط.
في تمام الساعة 19:45 من يوم 27 أبريل 1972، هبطت كبسولة القيادة لأبولو 16 برواد الفضاء في المحيط الهادي، والتقطتهم السفينة الحربية الأمريكية تيكوندروجا USS Ticonderoga.
أحضر رواد الفضاء معهم 95,8 كيلوجرام من صخور القمر وتربته إلى الأرض. ويمكن مشاهدة إحدى تلك الصخور معروضة في متحف نوردلنج.

### مقالات ذات صلة
- أبولو 8
- أبولو 10
- أبولو 11
- أبولو 17
- نيل أرمسترونج
- بز ألدرن
- مايكل كولينز[ ؟ ]
- جون يونغ
- ألان بين
- شارلز كونراد
- شالز ديوك
- ديفيد سكوت
- صخور القمر
- قائمة رواد فضاء أبولو

### وصلات خارجية
- ON THE MOON WITH APOLLO 16 A guidebook to the Descartes Region.
- Apollo 16 entry in Encyclopedia Astronautica
- U.S. Space & Rocket Center Museum (location of Apollo 16 command module)
- (Part 1) NASA film on the Apollo 16 mission
- (Part 2) NASA film on the Apollo 16 mission
- Apollo Lunar Surface VR Panoramas QTVR panoramas
- Apollo 16 Science Experiments
- Audio recording of Apollo 16 landing
- Apollo 16 television transmissions ApolloTV.net Video
- Interview with the Apollo 16